# 한진해운

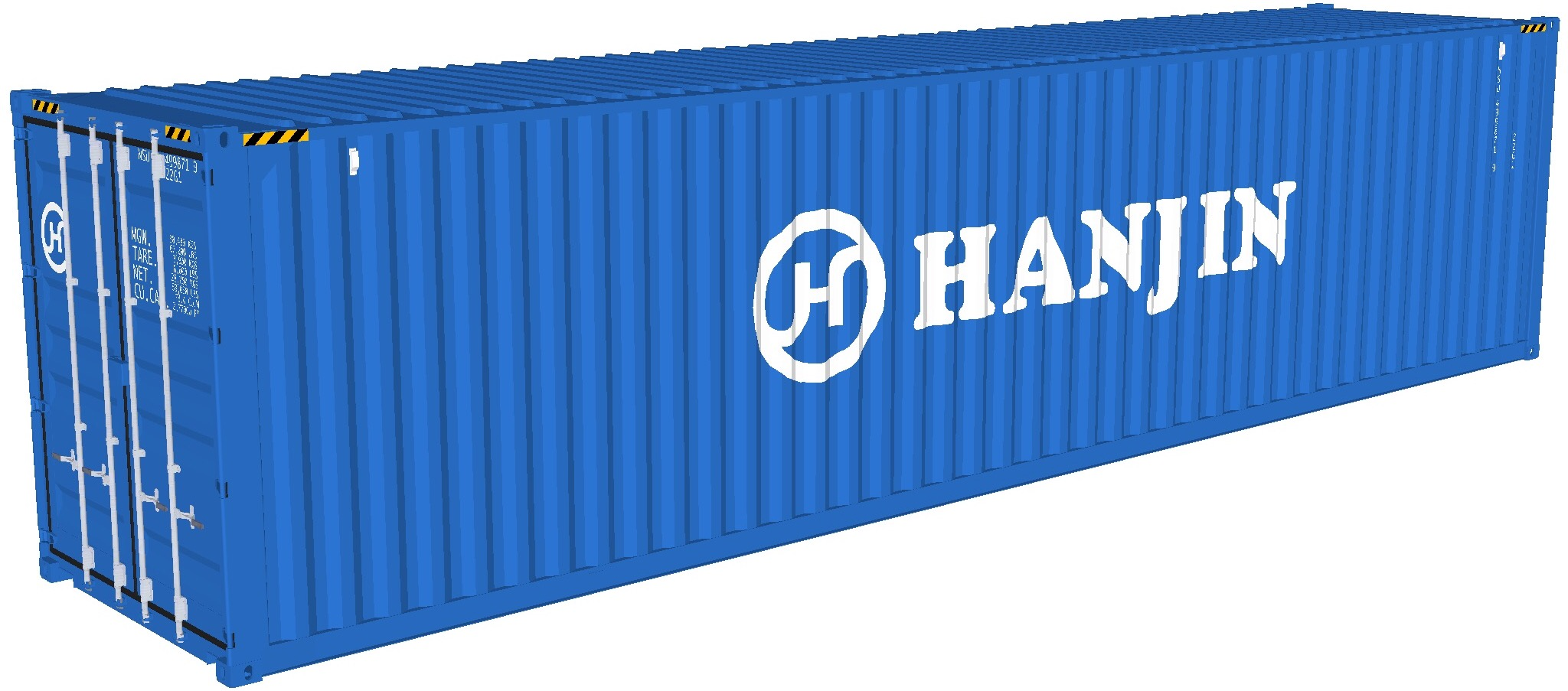
한진해운의 컨테이너

한진해운(韓進海運)은 대한민국의 해운업체였다.

## 현황
자사 보유선
- 컨테이너선 39척(수송능력: 282,318TEU)
- 벌크선 28척(수송능력: 2,794,801톤)

용선 계약선
- 컨테이너선 60척 (수송능력: 346,959TEU)
- 벌크선 38척 (수송능력: 3,151,079톤)

계열사 및 자회사
- 한진해운 신항만
- 한진퍼시픽

## 자율협약 신청에서 파산까지
2016년 4월 25일 한진해운은 채권단에 자율협약 신청 및 조양호 회장의 경영권 포기 각서와 자구계획을 제출했다. 자율협약 신청서에는 영국 소재 런던 사옥(666억 9천만 원) 처분 등 자구계획, 조양호 회장의 경영권 포기각서, 채무재조정 등 채권단 의결내용을 성실히 따를 것을 약속하는 각서 등이 포함됐다. 그러나 2016년 8월 말 채권단이 추가지원이 불가하다는 입장을 밝혀 법정관리 수순에 들어갔다. 2016년 8월 31일 법정관리를 의결했으나 청산이 불가피할 가능성이 높다. 대한민국의 재산을 인수하는 것을 추진한다고 밝혔다. 현재는 회생절차가 폐지되고 파산된 상태이다.
서울중앙지법 파산6부(수석부장판사 정준영)는 17일 오전 9시40분 한진해운에 대해 파산을 선고했다고 밝혔다. 한진해운의 남은 자산과 인력은 대부분 현대상선과 삼라마이더스(SM)상선이 나눠 인수했다. 한진해운 최대 영업망인 미주·아시아 노선은 SM상선이 인수해 다음 달 영업을 시작한다. 파산 채권의 신고 기간은 5월1일까지며 1회 채권자 집회와 채권 조사는 6월1일 오후 2시 서울법원종합청사 3별관 1호 법정에서 열린다. 한진해운의 가압류 재산은 처분돼 채권자들에게 배당된다.

## 같이 보기
- 한진그룹
- CKYHE 얼라이언스
  - COSCO
  - Yang Ming Line
  - K-Line
  - EVERGREEN